# Kriegerdenkmal Bergzow

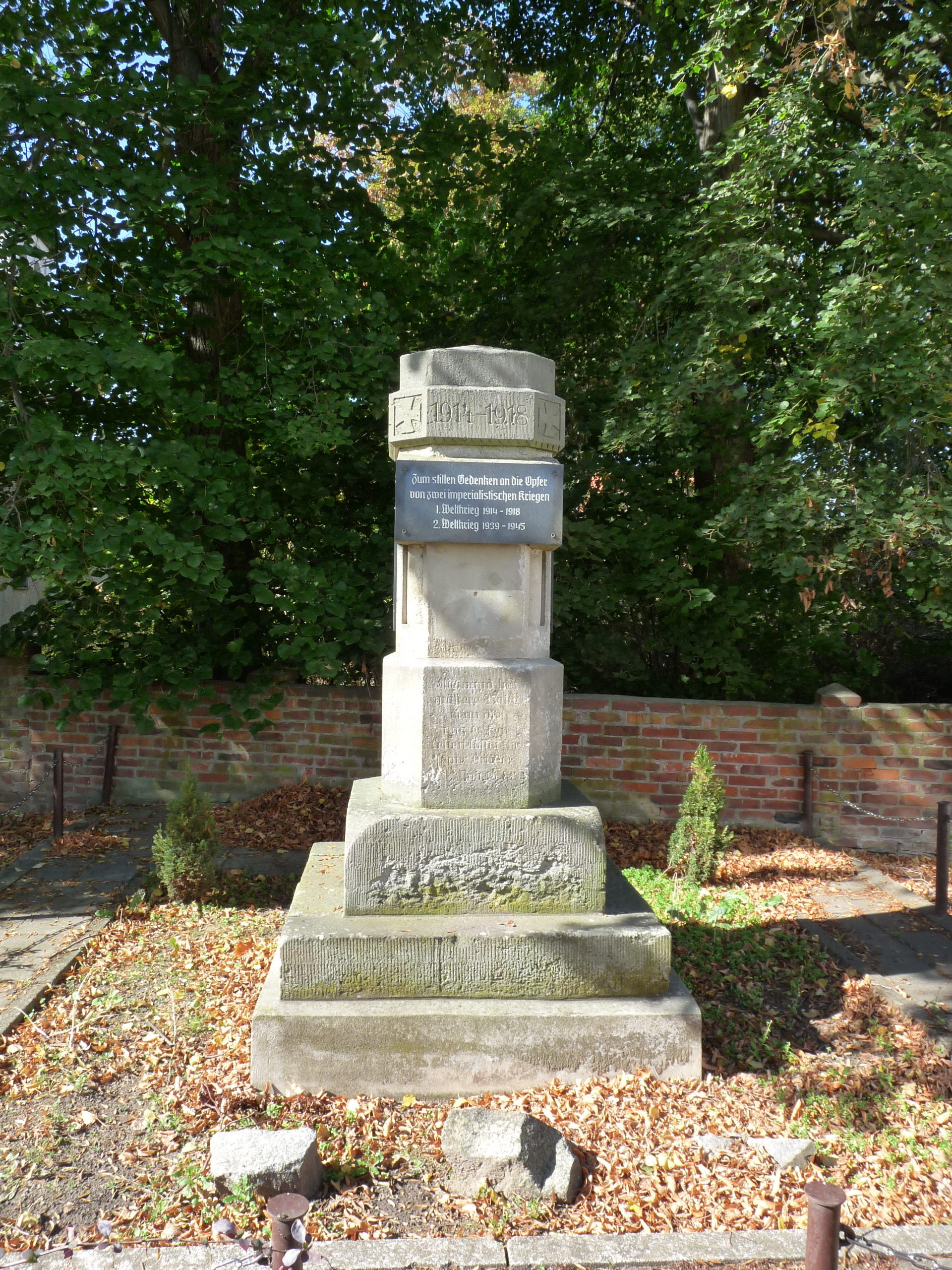
Kriegerdenkmal Bergzow

Das Kriegerdenkmal Bergzow ist ein denkmalgeschütztes Kriegerdenkmal in der Ortschaft Bergzow der Gemeinde Elbe-Parey in Sachsen-Anhalt. Im örtlichen Denkmalverzeichnis ist das Kriegerdenkmal unter der Erfassungsnummer 094 86852 als Baudenkmal verzeichnet.

## Lage
Das Kriegerdenkmal steht an der Kreuzung Schleusengang / Winkelstraße in Bergzow.

## Gestaltung
Es handelt sich um ein Stufenstele mit einer Gedenktafel für die Gefallenen des Ersten und Zweiten Weltkriegs.

## Inschrift
Zum stillen Gedenken an die Opfer von zwei imperialistischen Kriegen.

1. Weltkrieg 1914-1918.

2. Weltkrieg 1939-1945.

## Quelle
- Gefallenendenkmal Bergzow auf www.denkmalprojekt.org, abgerufen am 19. Juni 2017